# Robert Ballard (Komponist)
Robert Ballard (* um 1575 in Paris (?); † nach 1650, möglicherweise 1673) war ein französischer Lautenist und Komponist.

## Leben
Er war der Sohn des gleichnamigen Verlegers Robert Ballard, sein Bruder Pierre war der „imprimeur de musique du roi“ am französischen Hof. Robert Ballards Lautenlehrer war der Kompagnon seines Vaters, der Verleger, Komponist und Lautenist Adrian Le Roy. 
Nach 1610 war Robert Ballard ein bekannter Solist und Lehrer, zu seinen Schülern gehörte der junge König Ludwig XIII. Er war bis in die 1640er Jahre hinein immer wieder am Hof gegenwärtig, zeitweilig führte er den Titel eines „musicien ordinaire du roi“ oder „musicien du Roy“. Über sein Leben nach 1650 – das Todesjahr seiner Ehefrau – ist allerdings nichts mehr überliefert.
Ballard galt zu seiner Zeit als einer der führenden Lautenisten in Frankreich, seine Stellung am Hof untermauert dies. Seine Kompositionen – alle für Laute solo – finden sich in den zwei in Paris erschienenen Büchern Diverses pìeces mises sur le luth aus den Jahren 1611 und 1614; daneben wurden einzelne Werke auch in verschiedenen Sammelwerken veröffentlicht.